# Jakubowice (Wilków)
Jakubowice (deutsch Jakobsdorf) ist ein Ort in der Landgemeinde Wilków im Powiat Namysłowski der Woiwodschaft Opole in Polen.

## Geographie
Das Straßendorf Jakubowice liegt sieben Kilometer nordöstlich von Wilków, acht Kilometer nördlich von Namysłów (Namslau) und 64 Kilometer nordwestlich von Opole (Oppeln) in der Schlesischen Tiefebene am rechten Ufer der Widawa, einem rechten Zufluss der Oder.
Nachbarorte von Jakubowice sind im Norden Idzikowice (Eisdorf), im Süden Krzyków (Krickau) und im Südwesten Wilków (Wilkau).

## Geschichte

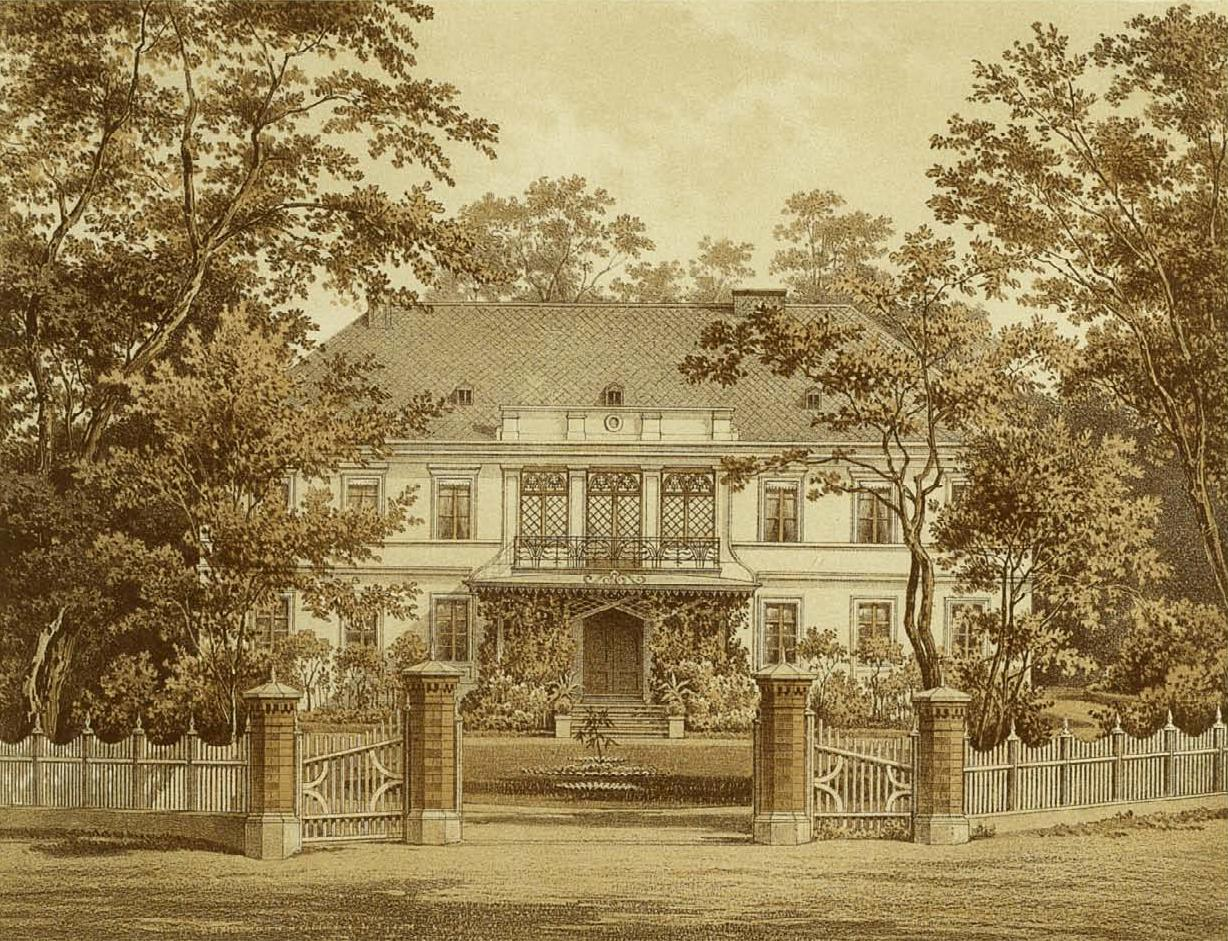
Schloss Jakobsdorf Mitte des 19. Jahrhunderts

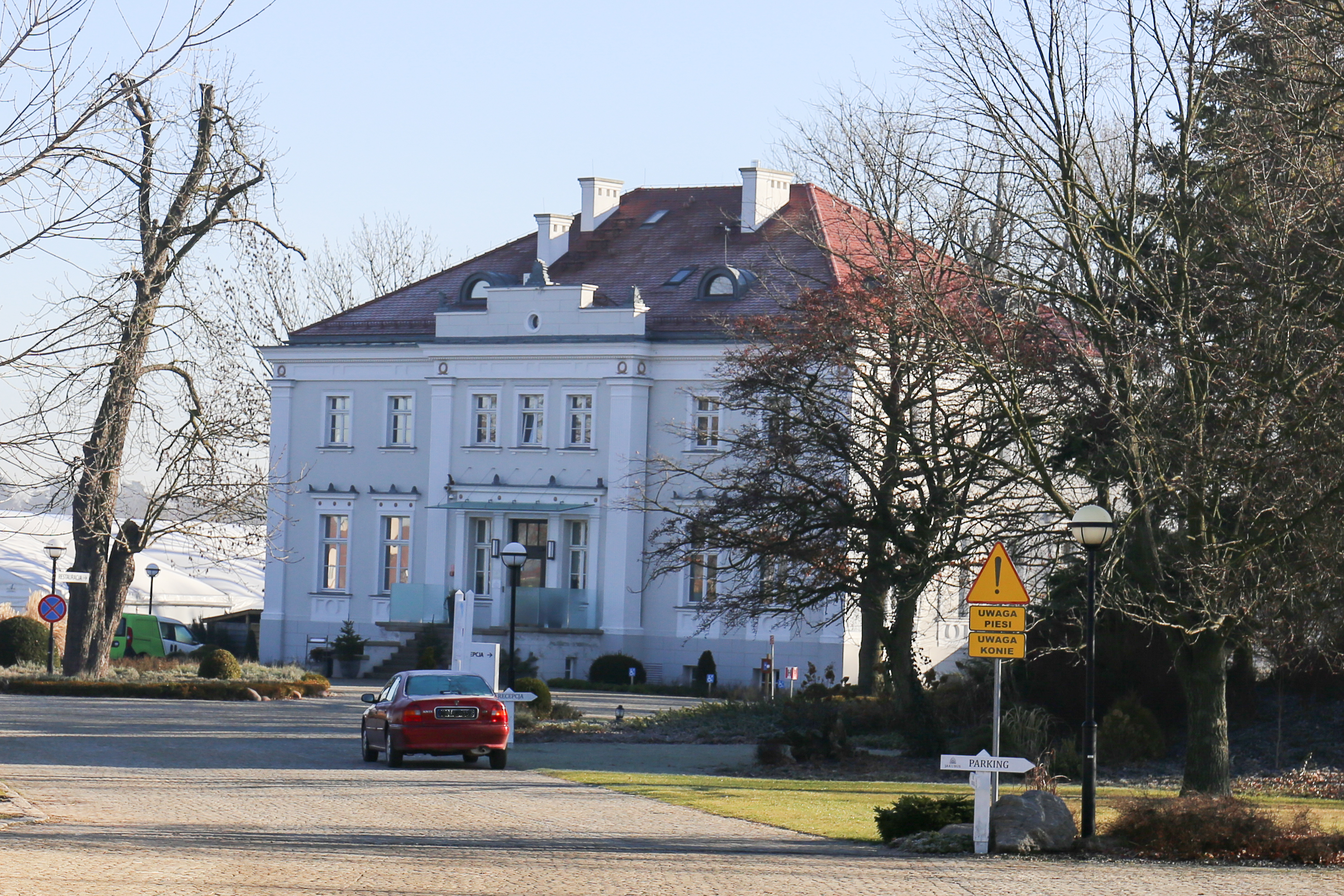
Schloss Jakubowice (2019)

Der Ort wurde 1293 erstmals als Jakobisdorff  erwähnt. 1312 erfolgte die Erwähnung als Jacobi villa sowie 1353 als Jakobsdorff. 1355 wurde erstmals eine Kirche im Ort erwähnt.
1590 hielt die Reformation Einzug im Ort. 1654 wurde der Ort wieder rekatholisiert. Nach dem Ersten Schlesischen Krieg 1742 fiel Jakobsdorf mit dem größten Teil Schlesiens an Preußen. 1790 gehörte das Dorf der Familie von Siegroth. Im Ort bestanden ein Gutshaus, 2 Wohngutshäuser, eine verwüstete alte Kirche, ein Pfarrhaus, eine Brauerei, 10 Knechtsbauern, 12 Dreschmaschinen, 24 Bauernhöfe, eine evangelische Schule, 1 Fischer, 1 Sattler, 1 Hufschmied, ein Wirtshaus, eine Wassermühle, eine Ziegelei und 299 Einwohnern.
Nach der Neuorganisation der Provinz Schlesien gehörte die Landgemeinde Jakobsdorf ab 1816 zum Landkreis Namslau im Regierungsbezirk Breslau. In 1845 bestanden im Dorf ein Schloss, ein Vorwerk, eine Freischoltisei und 37 Häuser. Im gleichen Jahr lebten in Jakobsdorf 331 Menschen, davon 30 katholisch. 1874 wurde der Amtsbezirk Eisdorf gegründet, welcher die Landgemeinden Eisdorf, Jakobsdorf und Krickau und die Gutsbezirke Eisdorf, Jakobsdorf und Krickau umfasste.
1910 zählte der Ort 282 Einwohner. 1933 zählte Jakobsdorf 276 sowie 1939 272 Einwohner. Bis 1945 gehörte der Ort zum Landkreis Namslau.
Infolge des Zweiten Weltkrieges kam der Ort 1945 an Polen, wurde in Jakubowice umbenannt und der Woiwodschaft Schlesien angeschlossen. 1950 wurde Jakubowice der Woiwodschaft Opole zugeteilt. 1999 wurde es Teil des wiedergegründeten Powiat Namysłowski.

## Sehenswürdigkeiten
- Das Schloss Jakobsdorf (poln. Pałac Jakubowice) wurde 1828 im Stil des Klassizismus im Auftrag von Moritz Karl Ernst von Prittwitz und Gaffron errichtet. Heute befindet sich im Schloss das Hotel Jakobus.[6] Der Schlossbau steht seit 1976 unter Denkmalschutz.[7]
- Der Schlosspark mit einer Größe von 4 Hektar steht seit 1981 unter Denkmalschutz.[7]